# Transmuraltryck
Transmuraltryck är inom fysiologin skillnaden mellan intravaskulärt och extravaskulärt tryck, vilket i första hand innebär tryckskillnaden mellan insida och utsida av ett blodkärl. Ökat transmuraltryck leder till vasokonstriktion (att blodkärlens diameter minskar).